# Pua Magasiva
Pauivanu Paulo Pua Magasiva (* 10. August 1980 in Apia, Samoa; † 11. Mai 2019 in Wellington) war ein samoanisch-neuseeländischer Schauspieler und Comedian.

## Leben und Karriere
Pua Magasiva, dessen älterer Bruder Robbie ebenfalls im Schauspielbereich tätig ist, wurde 1980 in der samoanischen Hauptstadt Apia geboren, wuchs aber in der neuseeländischen Hauptstadt Wellington auf, wohin er mit seiner Familie im Alter von zwei Jahren zog. Sein älterer Bruder war es auch, der ihn inspirierte und so zur Schauspielerei brachte. Außerdem verhalf Robbie Magasiva seinem gut acht Jahre jüngeren Bruder zu ersten kleinen Film- und Fernsehrollen. Seine ersten nennenswerten Auftritte hatte Pua Magasiva allerdings erst im Jahre 2001, als er in dem Kinofilm The Other Side of Heaven in einer kleinen und unwesentlichen Nebenrolle mitwirkte. Im selben Jahr bekam Magasiva auch eine Rolle in der maorischsprachigen Serie Aroha, die im Jahre 2001 bei den New Zealand International Film Festivals in Auckland erstmals gezeigt wurde.
2002 folgte ein weiterer Auftritt in einer Episode von Revelations: The Initial Journey. Seinen wirklichen Durchbruch feierte Magasiva allerdings erst im darauffolgenden Jahr, als er in Power Rangers: Ninja Storm mitwirkte und dabei als Luft bändigender Red Wind Ranger Shane Clarke eine der Hauptrollen der Serie innehatte. Bis zum Auslaufen der Serie im selben Jahr war der gebürtige Samoaner in allen 38 Folgen zu sehen. In der Ninja Storm-Folge Das Auge des Sturms hatte sein Bruder Robbie Magasiva eine Gastrolle, in welcher er analog zum reellen Leben den Bruder des roten Power Rangers spielte. Außerdem gab Pua Magasiva 2003 auch sein Seriendebüt in der erfolgreichen neuseeländischen Soap Shortland Street, in der er bis 2006 in der wiederkehrenden Rolle des Vinnie Kruse zum Einsatz kam. Weiters lieh er 2003 im Computerspiel Power Rangers: Ninja Storm dem Charakter des Red Ranger seine Stimme und war im Jahre 2004 in einer weiteren Produktion der Power Rangers, in Power Rangers Dino Thunder, im Einsatz. In der mit ebenfalls 38 Folgen betitelten Serie hatte Pua Magasiva die Gastrolle des Red Wind Rangers in den beiden Episoden Alte Bekannte Teil 1 und Teil 2 inne. Des Weiteren war der 1,83 m große Schauspieler im Jahre 2004 auch in einer Folge der 1981 gestarteten neuseeländischen Kinderfernsehshow What Now zu sehen.
Nachdem er über mehrere Jahre hinweg von Filmproduktionen fernblieb, folgten ab dem Jahre 2006 einige Engagements in namhaften Produktionen. So trat Pua Magasiva, der neben Robbie mit Steven, Miki und Tanu (Zwillingsbruder) auch noch drei weitere Brüder und mit Trina auch noch eine jüngere Schwester hat, unter anderem in Sione’s Wedding zusammen mit Robbie und seinen Eltern Ropati und Katerina Magasiva auf. Des Weiteren war in diesem von Regisseur Chris Graham gedrehten Film weitere Mitglieder der Naked Samoans, einer neuseeländischen Komikergruppe, zu sehen. Weiters stand er im Jahre 2006 im rund 15-minütigen Kurzfilm Uso, bei dem sein Bruder Miki als Regisseur agierte, in einer Hauptrolle vor der Kamera. 2007 folgte für Magasiva, der in seiner Jugend das St. Patrick’s College im Wellingtoner Vorort Kilbirnie besuchte, eine kleine Rolle im US-amerikanisch-neuseeländischen Horrorfilm 30 Days of Night.
Danach folgten im Jahre 2008 keine nennenswerten Einsätze in Film- oder Fernsehproduktionen. Erst im Jahre 2009 kam er wieder zurück auf die Bildschirme und trat dabei unter anderem in einer Folge von Diplomatic Immunity und in vier Episoden von Outrageous Fortune auf. 2010 folgte ein Filmauftritt in Matariki, wobei er auch hier nur eine kleine und unwesentliche Rolle übernahm. 2011 kehrte er zu Shortland Street in der Rolle des Vinnie Kruse zurück, die er bis zu seinem Ausscheiden aus der Serie im Jahr 2018 verkörperte.
Pua Magasiva war in einigen Werbespots von Lift Plus, einer vor allem in Neuseeland bekannten Energydrinkmarke, zu sehen.
Im Jahre 2004 war er Finalist zum Titel des Cleo Magazine Celebrity Bachelor of the Year, einem jährlich vom Magazin Cleo vergebenen Preis.
Neben seiner Tätigkeit in Film und Fernsehen war Pua Magasiva auch als Theaterschauspieler aktiv und war unter anderem in den Stücken Two Days in Dream (2003), Sex with Strangers (2004) und Where We Once Belonged (2008) zu sehen.
Er wurde am Morgen des 11. Mai 2019 in Wellington tot aufgefunden.
Magasiva hinterließ seine zweite Ehefrau sowie eine Tochter aus erster Ehe und eine weitere Tochter aus einer früheren Beziehung.

## Filmografie (Auswahl)
- 2001: The Other Side of Heaven
- 2003: Power Rangers: Ninja Storm (Fernsehserie, 38 Folgen)
- 2003–2006; 2011–2018: Shortland Street (Fernsehserie, 451 Folgen)
- 2004: Power Rangers Dino Thunder (Fernsehserie, zwei Folgen)
- 2006: Sione’s Wedding
- 2007: 30 Days of Night
- 2010: Matariki
- 2011: Panic at Rock Island (Fernsehfilm)
- 2012: Sione’s 2: Unfinished Business